# Ramón Franquelo Martínez
Ramón Franquelo Martínez (Málaga, 1821-Málaga, 1875), periodista, poeta y dramaturgo español.

## Biografía
Hijo de Narciso Franquelo y de Antolina Martínez, fue impresor y poeta y dirigió varias publicaciones en Madrid; a su regreso a Málaga en 1851 fundó El Correo de Andalucía, que dirigió hasta su muerte. Ejerció también como censor de teatros y fue concejal del Ayuntamiento de Málaga. Muy popular por sus poesías y artículos costumbristas y comedias de ambiente andaluz, estrenó en Madrid y en Málaga hasta que los incidentes habidos durante la representación de su drama bíblico Herodes le hicieron jurar no volver a estrenar en Málaga. Algunos de sus dramas, especialmente El corazón de un bandido, alcanzaron enorme popularidad. En diversas ocasiones fue encarcelado por sus actividades de político progresista. Su comedia Matías o El jarambel de Lucena es una parodia del Macías de Mariano José de Larra.

## Obras

### Dramas
- El corazón de un bandido Madrid 1850.
- El capitán recluta. Prólogo del drama El corazón de un bandido, escrito en verso Málaga: Imprenta del Círculo Literario, 1857.
- Treinta días después(Segunda parte del Corazón de un bandido) Drama del género andaluz, en un acto y en verso, Salamanca, Impr. A.C. de A. Angulo, 1870.
- Herodes. Drama bíblico en cinco actos Málaga: Correo de Andalucía, 1872
- María, o La flor de estepa, 1848, refundida en 1850.
- Doña Juana la Loca, drama histórico Madrid, J. González y A. Vicente, 1848.
- Atrevimiento y fortuna
- El amor de un rey
- Los ojos de una reina. Drama histórico. Málaga : Impr. del Círculo Literario, 1858.

### Zarzuelas
- De la muerte a la vida Madrid: Impr. de J.M. Ducazcal, 1863.
- El grito español: improvisación lírico-dramática en un acto, a propósito de la guerra de África
- En boca tapada

### Comedias
- La luz del Tajo Madrid, José María Ducazcal, 1863.
- El pueblo soberano, comedia en tres actos' 'Málaga: Impr. del Círculo Literario, 1856
- De tal palo tal astilla' 'Málaga: Círculo lit., 1855.
- La guirnalda
- Un secreto espantoso Málaga : Impr. del Círculo Literario, 1858
- La traición de Bocanegra Málaga : Círculo lit., 1855.
- El que se casa por todo pasa, 1844.
- El alcalde de Benamocarra Madrid, 1848.
- Ella
- La Giralda
- Dos y ninguno Madrid : Impr. de V. de Lalama, 1846.
- Plutón y Proserpina: aproósito de Carnaval, 1858.
- Matías, parodia del Macias, o, El doncel de Villena: sainete bárbaro-estúpido, sin pies ni cabeza Málaga: Impr. del Correo de Andalucía, 1863.
- Matías o El jarambel de Lucena.

### Varios
- Risa y llanto : colección de leyendas históricas y fantásticas, cuentos tradicionales, anécdotas populares, poesías serias y festivas, charadas con sus soluciones, epigramas, canciones, chistes andaluces, sucesos sorprendentes de brujas, duendes, enanos, fantasmas, y otros animales de esta especie, y algunas comedias inéditas y originales, escritas en verso... Málaga: Imp. y Lib. de D. Francisco Gil de Montes, 1850.
- Cuentos, mentiras y exageraciones andaluzas, escritas en verso... (1848, 2 volúmenes). Otras ediciones: Madrid : R. Campuzano, 1862; París: Rosa y Bouret, 1863
- El corazón de un bandido: leyenda tomada del aplaudido drama del mismo título y escrita en verso por Ramón Franquelo y Martínez. Madrid: D. M. R y Fonseca, 1850.
- La reina en Málaga: descripción de los arcos de triunfo, monumentos, adornos y vistas más notables que ha habido en Málag ay en el límite de su provincia durante la estancia en ellas de S.M. la Reina Doña Isabel II y su real familia en octubre de 1862. Málaga: Secretariado de Publicaciones de la Universidad de Málaga, 1991.